# کارمن (فیلم سیسیل بی دومیل ۱۹۱۵)
کارمن (انگلیسی: Carmen) یک فیلم صامت درام به کارگردانی سیسیل ب دومیل است که در سال ۱۹۱۵ منتشر شد.
این فیلم بر اساس رمان کارمن اثرِ پروسپه مریمه ساخته شده و نسخه‌ای که در حال حاضر از آن باقی مانده، نسخه‌ای است که در سال ۱۹۱۸، مجدداً تدوین شده بود.

## خلاصه داستان
دون‌خوزه، که مأمور اجرای قانون است، به دختری کولی به نام «کارمن» دل می‌بندد. قصد کارمن البته این است که مقاصد و تلاش یک گروه قاچاق را که خود نیز عضو آن است، تسهیل کند. دون‌خوزه که به‌طور وسواس‌گونه اسیر عشق کارمن است، خود به تبهکاری خشن و سنگدل مبدل می‌شود تا هرچه بیشتر، توجه کارمن را به خود جلب کند.

## بازیگران
- جرالدین فیرر
- والاس رید
- جینی مک‌فرسون
- ریموند هاتون
- هوراس بی. کارپنتر
- پدرو دکوردوبا
- ویلیام اِلمر